# “ISLAND OVER THE HORIZON” at YOKOHAMA ARENA
『“ISLAND OVER THE HORIZON” at YOKOHAMA ARENA』（アイランド・オーバー・ザ・ホライズン・アット・ヨコハマ・アリーナ）は、日本のロックバンド・レミオロメンの2作目の映像作品。

## 内容
前作『3月9日武道館ライブ』から約1年9ヶ月ぶりとなるライブビデオで、シングル「茜空」と同時発売された。
2006年11月4日から12月30日に全国のアリーナで敢行されたライブツアー『TOUR 2006 “ISLAND OVER THE HORIZON”』から神奈川・横浜アリーナ公演の模様が収録されている。
初回生産分は「3 Collections!!!」と題されたブックケース仕様で、特典として40ページからなるライブフォトブック、オリジナルリバーシブルポスターが同梱された。

## 収録映像曲
本編
1. 永遠と一瞬
2. 五月雨
3. モラトリアム
4. 1-2 Love Forever
5. 蒼の世界
6. 傘クラゲ
7. 電話
8. ビールとプリン
9. シフト
10. プログラム
11. MONSTER
12. 太陽の下
13. 明日に架かる橋
14. 雨上がり
15. 南風
16. 粉雪
17. アイランド

アンコール
1. 3月9日
2. 流星
3. 紙ふぶき
4. スタンドバイミー

## 参加ミュージシャン
レミオロメン
- 藤巻亮太：Vocal & Guitar
- 神宮司治：Drums
- 前田啓介：Bass

サポートメンバー
- 皆川真人：Keyboards